# Olivier Despax
Pour les articles homonymes, voir Despax.
Olivier Despax, nom de scène d'Olivier Éric Jean Yvon Despax, est un chanteur et guitariste français né  le 28 février 1939 à Neuilly-sur-Seine et mort le 10 avril 1974 à Villejuif à l'âge de 35 ans de leucémie.

## Biographie
Né à Neuilly-sur-Seine en 1939, Olivier Despax est le petit-neveu de Florent Schmitt ; il se révèle être un musicien précoce ; alors qu’il a 16 ans, il remporte le titre de meilleur guitariste de jazz au Salon de la Jeunesse du Grand Palais en 1955. Quatre années plus tard, Olivier obtient la médaille de bronze dans un championnat de guitare, remporté par Sacha Distel. Le jeune Despax a trouvé son instrument de prédilection, il lui reste cependant à s’organiser. En 1957, âgé de 18 ans, il accompagne à la guitare Djuri Cortez pour son 33 tours 25 cm intitulé : De l’Espagne au Mexique en passant par les Steppes ! C’est au sortir de son service militaire en Algérie lors de l’année 1962 qu’il rencontre de nombreux musiciens avec lesquels il s’entend bien et, de fait, fonde un groupe, Les Gamblers inspiré par Eddie Barclay.
Entouré de solides jazzmen, comme Jean-Marie Dariès (saxophoniste ayant joué avec Kenny Clarke), Jean-Pierre Sabard (organiste au club Blue Note, accompagnateur des Stan Getz et Bill Hayes), Philippe Maté (saxophoniste des clubs courus du quartier latin comme Le chat qui pêche, Le Bidule ou Les Trois Mailletz) ou Ricardo Galeazzi (bassiste argentin jouant à L’Escale), Despax signe un contrat de trois ans avec Barclay, tout en jouant au Madison Club. C’est là que le premier enregistrement en direct du groupe a lieu – pour lancer le madison, une danse en ligne popularisée en 1957. Sous le nom de Olivier Despax et les Gamblers, le 45 tours comprend les titres The Madison, Paris Madison et A little Bit of Shout. En 1955, il est élu meilleur guitariste français de jazz au salon de la jeunesse. Comme beaucoup de guitaristes contemporains, son style est alors fortement influencé de celui de Jimmy Raney.
C'est sur une idée d'Eddie Barclay qu'il fonde le groupe Les Gamblers comme chanteur/guitariste, et se produit dans des boîtes de jazz à la mode (Le Chat qui pêche, Les Trois Mailletz, Le Bidule, Le Caveau de la Huchette). Ils jouent des reprises de Ray Charles, des morceaux à la mode, lesquels plaisent beaucoup à Eddie Barclay qui vient souvent faire le bœuf avec eux. Durant l'été 1962, le groupe fait l'ouverture du Papagayo à Saint-Tropez. En septembre 1962, le groupe  grave un disque 25 cm de madison avec, aux congas et tambourin, Claude François. Le disque ne se vend pas et Olivier Despax est renvoyé des Gamblers.
Fin 1962 il entre dans l'orchestre de Claude François et fait la tournée Salut les copains au printemps 1963. Il joue ensuite avec Frank Alamo.
Brigitte Bardot se montre parfois avec lui, en tout bien tout honneur dit-on, ce qui apporte à Olivier Despax une certaine notoriété médiatique. L'actrice note d'ailleurs dans ses mémoires : 

« Je me rappelle Olivier Despax qui ressemblait à Delon en plus sympathique et qui voulait chanter avec moi une roucoulade de sa composition. Comme d'habitude, attirée par le charme et la beauté d'Olivier, je décidai de faire une émission de TV afin de souhaiter une bonne année aux téléspectateurs. C'était une joie pour moi de chanter, de danser, d'embrasser qui vous voudrez. […] J'embrassais Olivier Despax et je passais ainsi de l'année 1962 à 1963. »

— Brigitte Bardot, 1996.
Ils enregistrent effectivement en 1962 le duo Leçon de guitare qui, cependant, n'est pas une œuvre d'Olivier Despax, mais une chanson écrite par Jean-Max Rivière et composée par Claude Bolling. Elle n'est éditée qu'en 1993 à l'occasion de la sortie de l'intégrale discographique de Brigitte Bardot, Initiales BB.
Cette relation favorise le lancement de sa carrière de chanteur de charme. Il enregistre dans ce style plusieurs disques, et participe à plusieurs films en tant qu'acteur, notamment dans : À nous deux Paris !, Le Monocle rit jaune, Le Dernier Train du Katanga.
En 1967, il interprète, parfois en duo avec Marie-France Boyer, une reprise modernisée de Je t'appartiens de Gilbert Bécaud. Il présente pour une fois en mars 1967 l'émission télévisée de variétés Allegro. On le voit aussi interpréter en duo Tout est permis quand on rêve avec Nicole Croisille en mai 1969, puis avec Annie Cordy en septembre 1969, ce qui constitue sa dernière apparition à la télévision française,
Après l'enregistrement de sept albums, dont Olivier in London avec John Hawkins à la direction de l'orchestre, Olivier Despax restreint ses activités dès mi-1969, atteint d'une leucémie.
Après cinq ans de lutte, il meurt le 10 avril 1974, succombant à sa maladie. Il est inhumé au cimetière nouveau de Neuilly-sur-Seine.

## Discographie
Les informations ci-dessous proviennent de Discogs.

### 45 tours
En groupe « Olivier Despax et Les Gamblers »
En solo

## Filmographie

### Acteur
- 1964 : Petit Jour, court métrage de Jacques Pierre[Note 3] : lui-même
- 1964 : Mort, où est ta victoire ? d'Hervé Bromberger : René
- 1964 : Les Amoureux du France de Pierre Grimblat et François Reichenbach : Olivier Dorante
- 1964 : Le Monocle rit jaune de Georges Lautner : Frédéric de la Pérouse
- 1965 : Le Manège des amoureux, téléfilm de Georges Folgoas : Pierrot
- 1966 : À nous deux Paris ! de Jean-Jacques Vierne : Michel Lamballe
- 1966 : Et la femme créa l'amour de Fabien Collin : Laurent Ferrère
- 1967 : Par quatre chemins, mini-série télévisée (3 épisodes), réalisée par Guy Casaril : Frédéric Moreau[9]
- 1968 : Le Dernier Train du Katanga (The Mercenaries) de Jack Cardiff : le lieutenant Surrier
- 1968 : Une fille nommée désir (Cover Girl) de Germán Lorente : Paul

### Compositeur et interprète de musique de film
- 1966 : À nous deux Paris ! de Jean-Jacques Vierne : compositeur de la musique
- 1966 : Le Chien fou d'Eddy Matalon : interprète des chansons originales écrites par Eddy Marnay et composées par André Popp[10]

## Théâtre

### Compositeur
- 1961 : Football[11]
- 1969 : Quelque chose comme Glenariff[8]